# Sinibaldo II Ordelaffi
Sinibaldo II Ordelaffi (1467 - Forlì, 14 de julio de 1480), fue un noble italiano, señor de Forlì durante un corto período de tiempo.

## Biografía

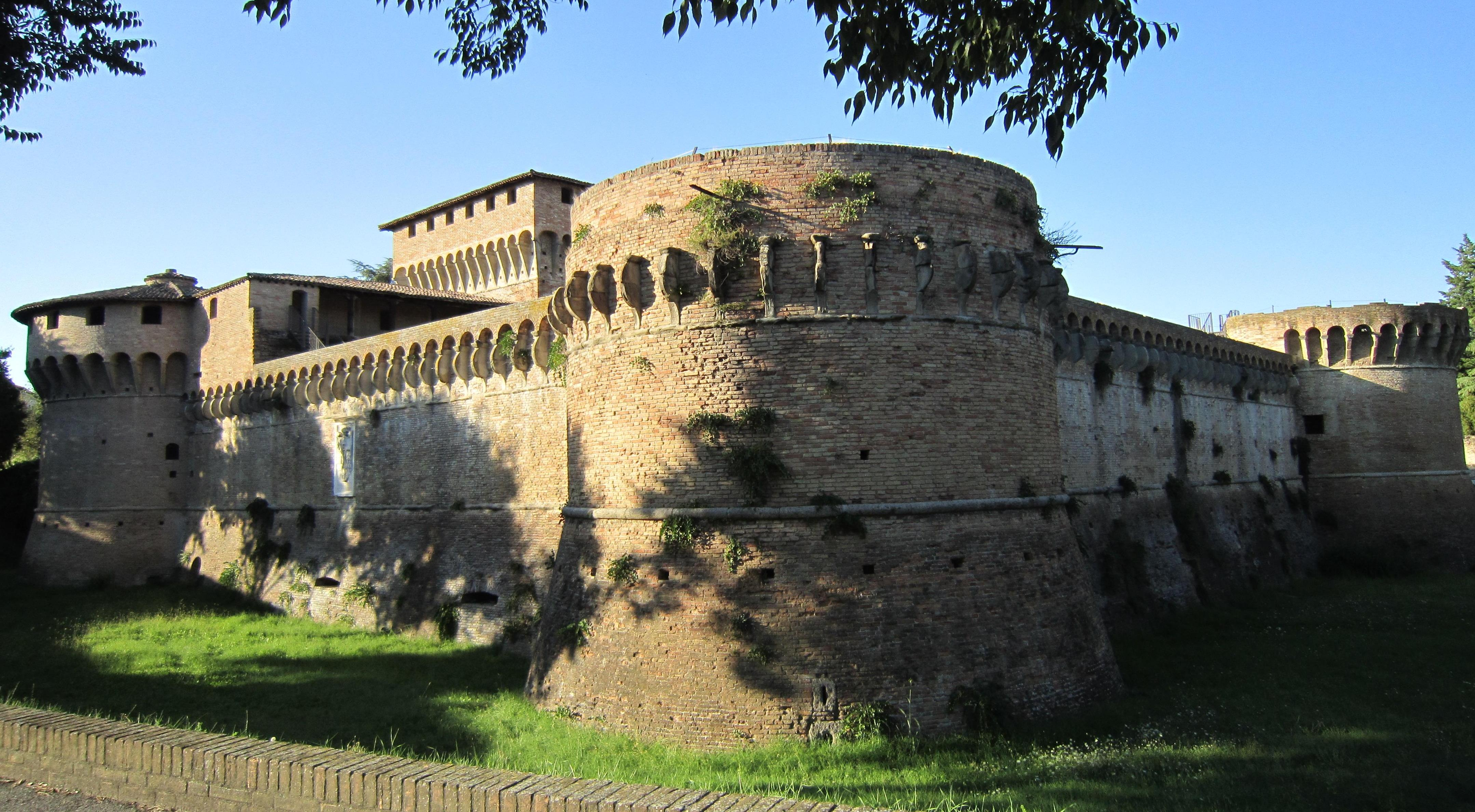
Rocca di Ravaldino en Forlì.

Pertenecía a la poderosa familia Ordelaffi. De hecho, era hijo ilegítimo de Pino III Ordelaffi y de Bernardina Ercolani, naciendo cuando Pino era el esposo de Zaffira Manfredi, que había sido su segunda esposa. Sinibaldo tuvo como preceptor al humanista Urceo Codro.
Se convirtió en señor de Forlì por unos pocos meses en 1480, bajo la tutela de la viuda de su padre, Lucrezia Pico della Mirandola, tercera esposa de Pino y de su hermano, Antonio Pico della Mirandola.
Su gobierno fue contestado por su primo Cecco Ordelaffi (1461-1488), hijo de Francesco IV Ordelaffi y Elisabetta Manfredi, pero fue en vano, pues debido a un levantamiento popular, Sinibaldo debió huir con su tutora y se refugió en la Rocca di Ravaldino, donde murió.
Después de su muerte, los Ordelaffi perdieron el señorío de la ciudad, que pasó al control de los Estados Pontificios cuando el papa Sixto IV tomó posesión para su sobrino Girolamo Riario. 
| Predecesor: Pino III Ordelaffi | Señor de Forlì 1480 - 1480 | Sucesor: Girolamo Riario |